# Riegelturm
Riegelturm är en bergstopp i Österrike.   Den ligger i distriktet Lienz och förbundslandet Tyrolen, i den centrala delen av landet, 300 km väster om huvudstaden Wien. Toppen på Riegelturm är 2 718 meter över havet.
Terrängen runt Riegelturm är huvudsakligen bergig, men den allra närmaste omgivningen är kuperad. Runt Riegelturm är det ganska glesbefolkat, med 26 invånare per kvadratkilometer.. Närmaste större samhälle är Matrei in Osttirol, 14,8 km söder om Riegelturm. 
Trakten runt Riegelturm består i huvudsak av gräsmarker.